# Erik Thelin
Erik Thelin, född 1768, död 1860, var en svensk bildhuggare.
Erik Thelin var från 1785 gift med bildhuggaren Jonas Holmins dotter Anna Lena. Thelin var verksam som bildhuggare i Stockholm i slutet av 1700-talet och var läromästare till bland annat bilhuggaren Johan Eric Fernberg som rymde från sin tjänst. Han sade upp sitt burskap i Stockholm 1809 och var därefter under några år verksam i Västerås. För Tärna kyrka i Västmanland utförde han en predikstol 1796. Han var knuten till inredningsarbetet för Stockholms slott där han 1818 färdigställde dekorativa föremål till Karl XIII:s våning och 1825–1826 utförde han ett flertal klockor, musslor och små rosetter till det dåvarande Sammetsrummet.